# Gastronomie fuégienne

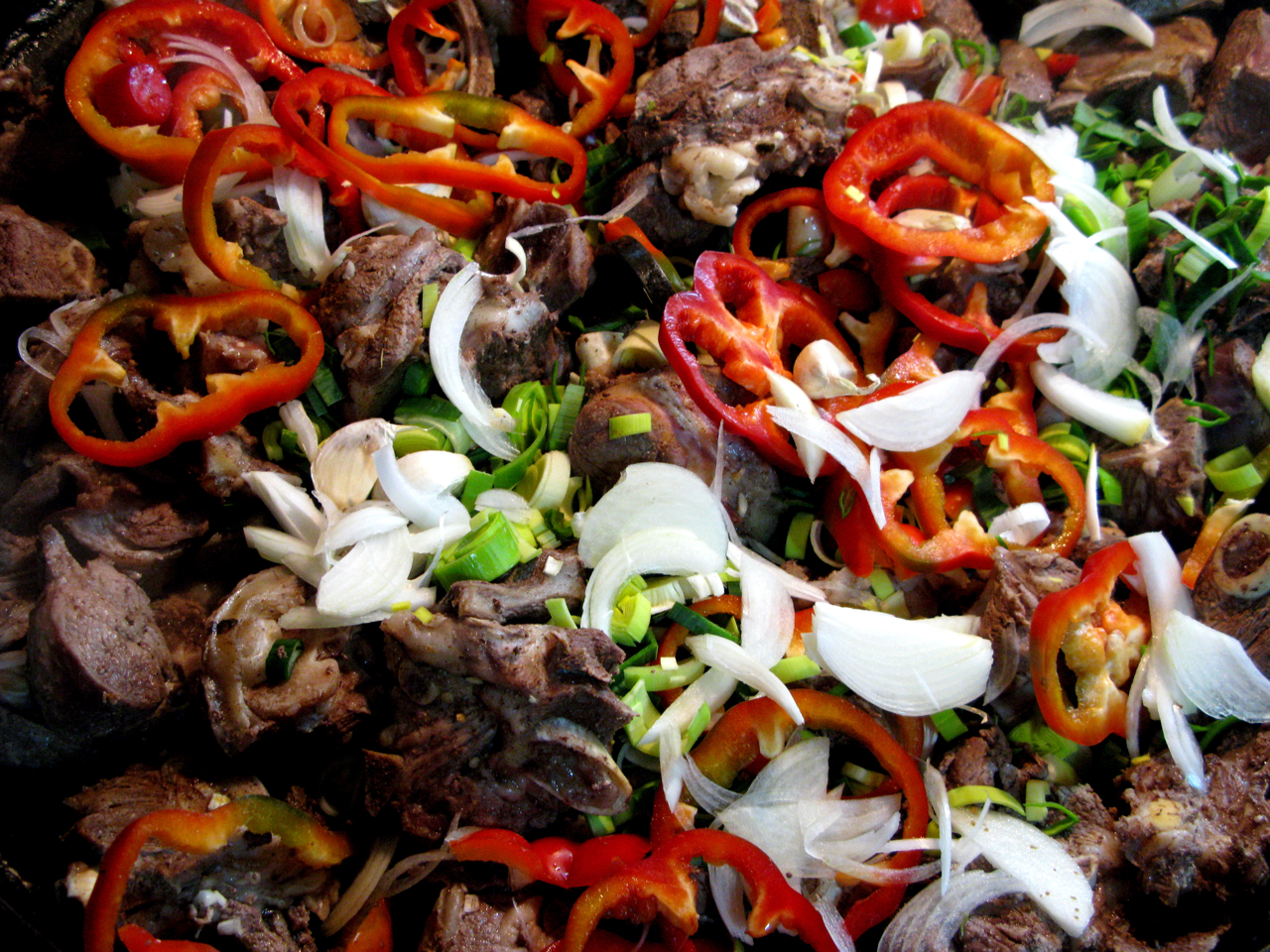
Cordero al disco.

La gastronomie fuégienne correspond à la gastronomie relative à la grande île de la Terre de Feu en particulier et au sud de la Patagonie en général.

## Description générale
La gastronomie locale se compose autour de :
- poissons (lieu jaune, truite, dorade, saumon…) ;
- fruits de mer dont le gros crabe centolla ;
- viandes dont l'agneau de Patagonie.

La cuisine se compose autour des plats suivants :
- l'asado, viande rôtie au feu de bois, notamment l'asado de cordero, agneau entièrement grillé au-dessus d'un feu de bois ;
- les gargantuesques grillades appelées parilladas, grandes variétés de viande en morceaux cuites sur du charbon ardent, servie avec des légumes, des salades et des sauces épicées comme le adobo criollo ou le chimichurri ;
- les empanadas, petites tourtes à la viande et aux légumes ;
- les picadas, plateaux de hors-d'œuvre composés de jambon cuit et cru, crudités, fromages, olives, etc. ;
- les mariscos (moules, seiches, crevettes, poulpes…) cuisinés de diverses manières et associés quelquefois à de la charcuterie fumée. À Ushuaïa toutefois, les gourmets recherchent les plats autour de la centolla, gros crabe local pêché dans le canal Beagle et cuisiné de mille façons ;
- les desserts au dulce de leche (lait caramélisé) ;
- les facturas (viennoiseries) dont les medialunas (petits croissants), les tortas fritas (beignets), etc., accompagnés de confiture de calafate, une baie violacée et autour d'un maté.